# Skinny Call Control Protocol
Skinny Call Control Protocol（SCCP または Skinny）とは、Selsius Systemsが開発したプロプライエタリな端末制御プロトコルである。1998年にSelsius Systemsがシスコシステムズに買収されてからは、同社の管理下に置かれている。
SCCPは軽量なセッション制御プロトコルであり、主に同社の統合コミュニケーションプラットフォームCisco Unified Communications ManagerやIP電話において用いられる。 SCCPクライアントの例としては、Cisco 7900シリーズのようなIP電話やCisco IP Communicator softphone、それに802.11bを用いる無線IP電話の7920、またCisco Unity voicemail serverがある。Cisco Unified Communications Managerは、H.323やSIP、それにISDNにMGCPといったその他の一般的なプロトコルとやり取りするためのシグナリングプロキシとしての機能を持つ。